# Kurachowe

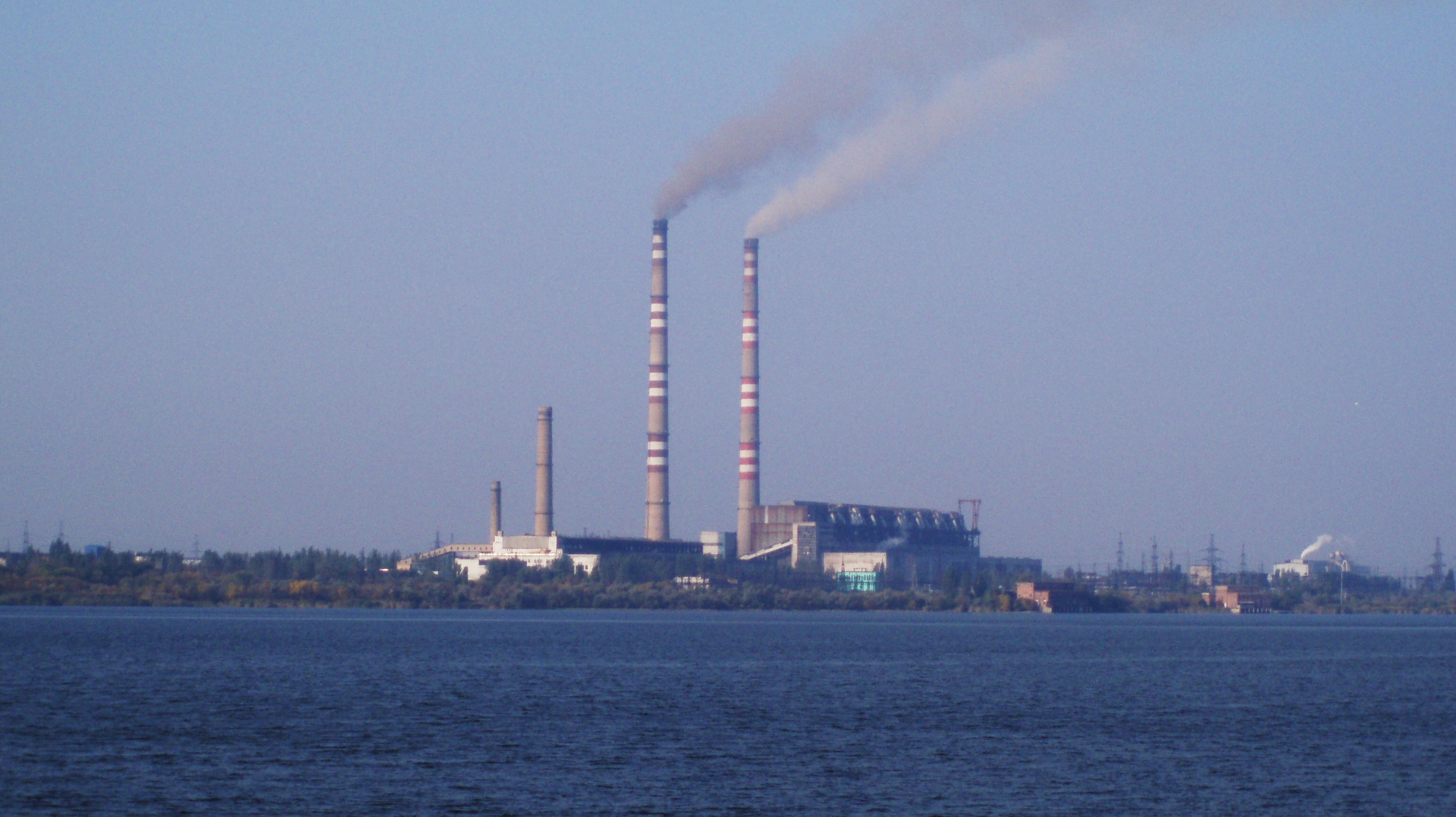
Elektrociepłownia Kurachów

Kurachowe (ukr. Курахове) – miasto na Ukrainie w obwodzie donieckim. Największym przedsiębiorstwem jest elektrociepłownia Kurachów.
W 2024 roku miasto stało się celem ofensywy rosyjskiej armii w ramach inwazji na Ukrainę. 11 stycznia 2025 roku Ukraińcy potwierdzili jego utratę, którą Rosjanie ogłosili już kilka dni wcześniej.

## Demografia
- 1989 – 22 155[4]
- 2001 – 21 479
- 2006 – 21 000
- 2011 – 20 224
- 2018 – 19 215[5]
- 2021 – 18 506[1]